# Oberschöna
Oberschöna es un municipio situado en el distrito de Sajonia Central, en el estado federado de Sajonia (Alemania), a una altitud de 400 metros. Su población a finales de 2016 era de unos 3300 habitantes y su densidad poblacional, 76 hab/km².